# Софико Чиаурели
Софико Чиаурели (на грузински: სოფიკო ჭიაურელი) е грузинска актриса.

## Биография
Тя е родена на 21 май 1937 година в Тбилиси в семейството на режисьора Михаил Чиаурели и актрисата Верико Анджапаридзе. През 1960 година завършва Всерусийския държавен институт по кинематография, след което се връща в Тбилиси, работи в театъра и се снима в множество филми, като „Цветът на нара“ („Նռան գույնը“, 1968) на Сергей Параджанов, „Легенда за Сурамската крепост“ („ამბავი სურამის ციხისა“, 1984) и „Ашик Кериб“ („აშუღი ქარიბი“, 1988) на Параджанов и Давид Абашидзе, „Мелодиите на Верийския квартал“ („ვერის უბნის მელოდიები“, 1973) на Гиорги Шенгелая.
Софико Чиаурели умира на 2 март 2008 година в Тбилиси.